# Macedonia en los Juegos Olímpicos de Atlanta 1996
Macedonia estuvo representada en los Juegos Olímpicos de Atlanta 1996 por un total de 11 deportistas que compitieron en 8 deportes.  
El portador de la bandera en la ceremonia de apertura fue el director deportivo Vladimir Bogoevski. El equipo olímpico de Macedonia no obtuvo ninguna medalla en estos Juegos.